# Hans Günter Winkler
Hans Günter Winkler (ur. 24 lipca 1926 w Barmen (obecnie Wuppertal), zm. 9 lipca 2018 w Warendorfie) – niemiecki jeździec sportowy, wielokrotny medalista olimpijski.
Startował w konkurencji skoków przez przeszkody. Pierwszy medal olimpijski zdobył w 1956, ostatni 20 lat później, łącznie zgromadził ich siedem. Dwukrotnie, w roku 1954 i 1955 był indywidualnym mistrzem świata. Największy sukces odniósł jednak podczas zawodów rozgrywanych w 1956 w Sztokholmie w ramach IO 56 (główne zawody odbywały się w Melbourne, ale jeźdźcy – ze względu na problemy z kwarantanną zwierząt – rywalizowali w Szwecji) triumfował zarówno w rywalizacji indywidualnej, jak i drużynowej. Ponadto trzykrotnie znajdował się w zwycięskiej drużynie.

## Starty olimpijskie (medale)
Melbourne (Sztokholm) 1956
- konkurs indywidualny i drużynowy (na koniu Halla) – złoto

Rzym 1960
- konkurs drużynowy (Halla) – złoto

Tokio 1964
- konkurs drużynowy (Fidelitas) – złoto

Meksyk 1968
- konkurs drużynowy (Enigk) – brąz

Monachium 1972
- konkurs drużynowy (Torphy) – złoto

Montreal 1976
- konkurs drużynowy (Torphy) – srebro